# لودویگ آگوستینسون
هانس کارل لودویگ آگوستینسون (سوئدی: Hans Carl Ludwig Augustinsson؛ زادهٔ ۲۱ آوریل ۱۹۹۴) بازیکن فوتبال اهل سوئد است.

## باشگاهی
از باشگاه‌هایی که در آن بازی کرده‌است، می‌توان به گوتبورگ باشگاه فوتبال کپنهاگن و باشگاه ورزشی وردر برمن اشاره کرد.

## تیم ملی
وی همچنین در تیم ملی فوتبال سوئد بازی کرده است.